# 手持电光花

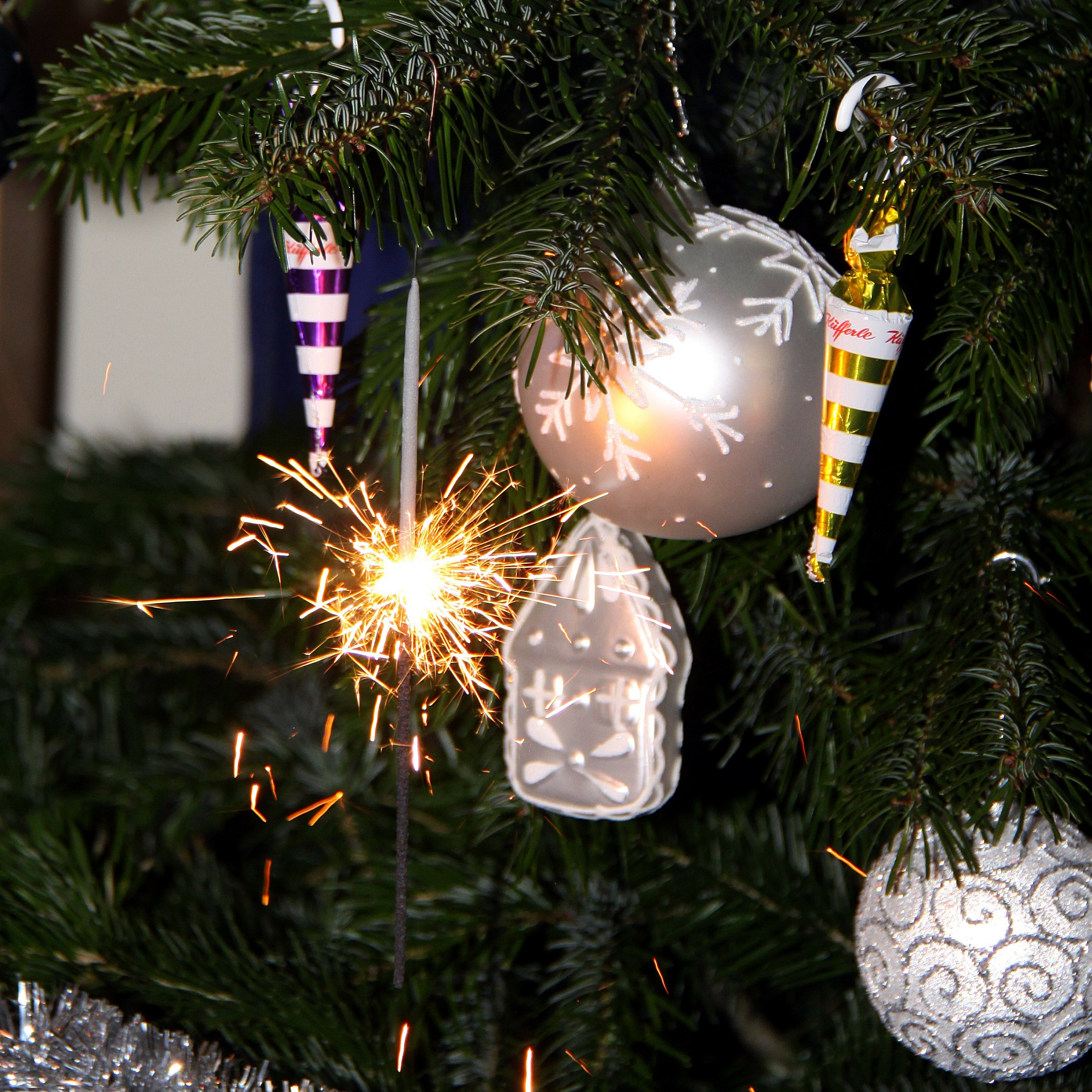
掛在聖誕樹上的电光花

手持电光花（英語：Sparkler），又名线香型烟花、仙女棒或手持喷泉，是一种将烟火药涂敷在金属丝、木杆等材料上或将烟火药包裹在线状的可燃载体内，燃烧时产生声、光、色、形等效果的玩具类烟花，传统类型有手持喷花、手持狗尾草、手持晨光花、手持电光花、小霞光等，为可燃性小型烟火（发光物）。